# Joaquín Francisco Pacheco

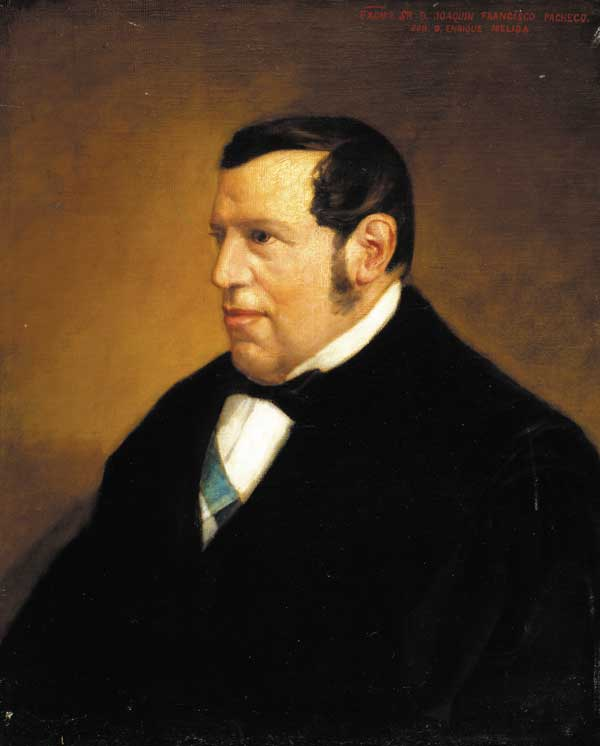
Joaquín Francisco Pacheco.

Joaquín Francisco Pacheco y Gutiérrez Calderón (Écija, 22 februari 1808 – Madrid, 8 oktober 1865) was een Spaans advocaat, schrijver, politicus en eerste minister.

## Levensloop

### Politieke loopbaan en premierschap
Pacheco Gutiérrez volgde een studie in de rechtswetenschappen aan de Universiteit van Sevilla en vervolgens werd hij advocaat.
Als de voorzitter van een gematigde katholieke en puritanistische dissidentengroep, die later het burgerlijk alternatief van het militarisme van Ramón María Narváez y Campos werd en die tussen de interesses van de Partido Moderato en de Partido Progresista probeerde te bemiddelen, werd hij op 22 september 1937 voor het eerst verkozen tot afgevaardigde van het Congreso de los Diputados en bleef dit met enkele onderbrekingen tot in maart 1857. Als afgevaardigde behoorde hij ook tot de beslissende auteurs van de Spaanse Strafwet van 1848. Ook was hij ambassadeur in Rome en in Parijs.
Op 28 maart 1847 volgde hij Carlos Martínez de Irujo op als eerste minister van Spanje en bleef dit tot op 31 augustus 1847. Hij combineerde dit met het ministerschap van Buitenlandse Zaken.
Van 30 juli 1854 tot 29 november 1854 was hij minister van Buitenlandse Zaken in de regering van Baldomero Espartero en was in diens regering tevens voor enkele dagen ad interim minister van Genadeverzoeken en Justitie.
Voor zijn politieke verdienste werd hij op 14 juli 1858 benoemd tot senator voor het leven. Van 1 maart tot 16 september 1864 was hij nogmaals minister van Buitenlandse Zaken in de regering van Alejandro Mon Menéndez.

### Schrijver
Naast zijn politieke bezigheden was hij ook actief als schrijver en was de auteur van reisbelevenissen, gedichten, dramastukken, maar ook van rechtswetenschappelijke vakboeken.
Daarnaast was hij ook journalist bij de dagbladen "El Artist" en "El Español". In 1834 werd hij de oprichter en de uitgever van het dagblad "El Abeja" en in 1836 richtte hij twee vaktijdschriften op voor rechtswetenschappers, grondwetspecialisten, juristen, advocaten, magistraten en rechters. In 1864 verscheen zijn journalistiek werk in het boek "Literatura, Historia y Politica".
- Biblioteca Nacional de España: XX1724803
- Bibliothèque nationale de France: cb15554835k (data)
- Catàleg d'autoritats de noms i títols de Catalunya: 981058520642906706
- Gemeinsame Normdatei: 10413206X
- International Standard Name Identifier: 0000 0000 6638 4343
- Library of Congress Control Number: n87882853
- Nationale Bibliotheek van Israël: 987007275489105171
- Nederlandse Thesaurus van Auteursnamen: 135573130
- SNAC: w6h14c4p
- Système universitaire de documentation: 145214923
- Virtual International Authority File: 323905
- WorldCat: E39PBJjXg3BWgxfdGhy8fdwcT3